# Pipistrellus papuanus
Pipistrellus papuanus là một loài động vật có vú trong họ Dơi muỗi, bộ Dơi. Loài này được Peters & Doria mô tả năm 1881.